# Iocenes acanthifolius
Iocenes es un género monotípico de plantas herbáceas perteneciente a la familia de las asteráceas. Su única especie: Iocenes acanthifolius, es originaria de Chile donde se encuentra en las Islas Hermite en el Archipiélago de Tierra del Fuego.

## Taxonomía
Iocenes acanthifolius fue descrita por (Hombr. & Jacq.) B.Nord.    y publicado en Opera Botanica 44: 58. 1978.